# Great Teacher Onizuka
Great Teacher Onizuka (グレート・ティーチャー・オニヅカ?), conocido también como GTO (ジーティーオー?), es un spin-off-secuela del manga Shounan Jun'ai Gumi de Tōru Fujisawa, en el cual el personaje de Eikichi Onizuka era un delincuente junto a su mejor amigo, Ryuji Danma, quien además era el narrador de la historia. En este manga, el autor decidió elegir a Onizuka como protagonista y meterlo en el papel menos esperado, profesor. Fue premiado con el premio Kōdansha al mejor manga en 1998 en la categoría shōnen. También cuenta con una secuela llamada GTO; Shonan 14 Days, que relata la historia ocurrida en los 14 días después del incidente con el profesor Teshigawara, los cuales no salieron en el manga original. La historia cuenta con adaptaciones a series de anime y a dos series rodadas en imagen real.

## Argumento
La historia comienza cuando Eikichi Onizuka, un ex-motociclista salido de una universidad de tercera y con un informe de conducta tan malo que no le permite encontrar un trabajo decente, conoce a una chica llamada Erika, una estudiante de secundaria. Él nunca ha tenido relaciones con una mujer, por lo que hace lo imposible para impresionarla, diciéndole todo tipo de mentiras. Cuando por fin la engaña para llevarla a un hotel del amor, Erika le cuenta que se ha peleado con su novio, por lo que Onizuka no pierde oportunidad de intentar seducirla por medio del consuelo. En ese momento, aparece en la calle un viejo calvo, gordo, bajo y cuarentón que, llorando, le pide a Erika que lo perdone, inmediatamente ella se lanza a sus brazos diciéndole ¡Perdón profesor, fui muy mala!
Onizuka al ver esa increíble escena, decide ser profesor; la razón es simple: así podrá seducir a un montón de chicas jóvenes y hermosas. Para ello, se corta el cabello, comienza a vestir de traje blanco y decide presentarse a los exámenes prácticos de aptitud docente. Allí los alumnos de la clase donde deberá estar por algunas semanas intentan humillarlo y extorsionarlo, por lo que cuando acaban con su paciencia descubren por qué era uno de los pandilleros más temidos de Japón, primero por amenazas y después por respeto, logra encaminar a sus alumnos obteniendo así el título de profesor.
El argumento a partir de ese momento (punto donde comienza el anime) se basa en como Onizuka, pese a no tener los conocimientos necesarios para ser profesor consigue entrar en la escuela privada Seirin Gakuen gracias a su German Suplex, una llave de lucha con la que deja inconsciente al subdirector de la escuela por llamar basura a sus alumnos. La directora, que estaba viendo a escondidas la escena, decide contratar a Onizuka como profesor por su capacidad de llegar a los alumnos y de hacer entrar en razón a la gente (un poco violenta), con la condición de trasladarse a vivir en la escuela y ser el tutor del curso más conflictivo y antisocial del colegio, que es responsable del retiro y jubilación por estrés de un gran número de docentes.
La serie animada omite el inicio y comienza a partir del momento en que Onizuka comienza su práctica profesional, por la misma razón por la que durante el desarrollo de la serie se eliminan o suavizan diferentes situaciones que es posible ver solo en el manga ya que algunas escenas e historias se consideraron inapropiadas para transmitir por televisión (el que Onizuka intente acostarse con menores de edad, que les quite la ropa interior para golpearlas o que estas se desnuden para intentar seducirlo).

## Personajes

### Plantel académico
Eikichi Onizuka (鬼塚 英吉 Onizuka Eikichi?)
Seiyū: Wataru Takagi; Acción real: Takashi Sorimachi
El protagonista de la serie. Un ex-motoclista, pandillero y peleador callejero; es un fanático de los videojuegos, el manga, los cosplay, etc. Es el profesor encargado de la clase 2-4, la más peligrosa de la Academia del Bosque Sagrado. Es un pervertido en toda su expresión, y no se preocupa por esconderlo. Totalmente desorganizado y perezoso, más que enseñar ciencias sociales (que es su materia), organiza fiestas en su aula, o directamente insulta y provoca a los alumnos incitándolos a que desahoguen sus problemas. Su principal defecto es que "no piensa las consecuencias de lo que hace", hace lo que le dicta su corazón, en el momento y lugar que surja, pero de la misma forma afronta y soluciona cualquier consecuencia que haya creado sin dudarlo.
Su sueño es convertirse no en profesor, sino en un GREAT TEACHER (Gran profesor), no para enseñar, sino para ayudar y está decidido a dedicarse a ello toda su vida, cueste lo que cueste, y demostrarle a todos que realmente es el GTO. Según él mismo descubriera durante su práctica, no se identifica con los profesores, sino con los alumnos, es por ello que sabe que puede ayudarlos. Durante su adolescencia fue miembro del Onibaku (explosión demoníaca), un grupo de motociclistas que formó junto a Ryuji, su mejor amigo. Aunque eran temidos por la gente y sus profesores los dieron como casos perdidos, para Onizuka fue la mejor época de su vida. Tras salir de la Universidad de Eurasia y hasta antes de ser profesor, aunque no lo demostraba, añoraba la época de motociclista ya que su vida había perdido todo sentido; pero cuando se le dio la oportunidad de ser docente no solo la tomó para convertirse en alguien, sino para evitar que los alumnos sean menospreciados como le sucedió a él con sus profesores, en realidad, es muy fácil que se ponga violento con quien insulte a un estudiante por muy mala conducta que este tenga.
Azusa Fuyutsuki (冬月あずさ Fuyutsuki Azusa?)
Seiyū: Fumiko Orikasa; Acción real: Nanako Matsushima
Fuyutsuki es una profesora joven, hermosa, disciplinada, clásica y amable. Ante la aparición de Onizuka en el mismo colegio donde ella trabaja desconfiará de él en un principio. Aunque existan muchos aspectos de la forma de ser de Onizuka que no le gusten, siente un gran aprecio por él, desde que la ayudó luego de un incidente donde el subdirector Uchiyamada la acosara. Cada vez que va a ser despedido, hace todo lo posible por ayudarlo, aunque muchas veces cuando Onizuka es inculpado, es la primera en creer que es culpable y una de las últimas en convencerse de lo contrario. Es muy popular entre sus alumnos varones, pero ello le ha acarreado la enemistad de las mujeres en su clase, quienes han atentado en su contra en más de una ocasión, acusándola de no ser una verdadera profesora y de provocar a propósito a los alumnos. A medida que la serie avanza, se ve que Fuyutsuki siente algo especial por Onizuka.
Hiroshi Uchiyamada (内山田ひろし Uchiyamada Hiroshi?)
Seiyū: Yūichi Nagashima; Acción real: Akira Nakao
Subdirector del colegio. La primera vez que tuvo la oportunidad de conocer a Onizuka fue en el autobús antes de la entrevista de trabajo, Onizuka lo golpeó al ver que se frotaba contra Fuyutsuki (en el manga, ella tenía roto el pantalón y él aprovechaba esto para tocar sus glúteos), cosa que a Onizuka le valió ser despreciado y humillado a la hora de la postulaciones. La segunda fue mientras Uchiyamada insultaba a unos exalumnos, ofreciéndole a Onizuka un puesto en el colegio a cambio de darles una paliza, como consecuencia, recibió una llave de lucha libre por parte de Onizuka, por faltar el respeto a los jóvenes. Al enterarse de que Onizuka se instala en el mismo colegio donde trabaja será el primero en mostrarse en desacuerdo, estando al pendiente que cometa algún error para despedirlo.
Aprecia su Cresta blanco, automóvil que compró, con la finalidad de recuperar el afecto de su esposa e hija, antes quienes no posee el valor de un hombre o padre, esto porque cree que si en su hogar ven que conduce un auto elegante lo verán como alguien digno de respeto y admiración. Una y otra vez (hasta 4 veces) a lo largo de la serie, su Cresta es destrozado. En el manga, si bien existe esta broma repetitiva, no sucede tantas veces como en la serie.
Kadena Nao (¿? Kadena Nao?)
Seiyū: Kaya Matsutani
Enfermera llegada a mediados del año escolar. Es una mujer ya adulta de cuerpo exuberante y que gusta de vestir provocativamente. A poco tiempo de llegar muestra actitudes muy similares a las de Onizuka con los alumnos. Para molestia de Fuyutsuki, quien no aprueba una mujer así en contacto con los alumnos. A medida que pasa el tiempo es posible ver que seduce a los alumnos hombres y manipula a las mujeres para obtener dinero a base de la venta amuletos y maquillajes. Además de trabajar en un bar como acompañante durante las noches, todo ello porque su único objetivo es ganar dinero sin importar los métodos. Gracias Ryuji se descubre que en el tiempo en que existían los Onibaku, Nao era la llamada reina del Last Signal, un tipo de carrera ilegal en el cual se corre en línea recta ignorando toda señal de tránsito y peatón. Solo perdió una vez y tras el accidente jamás se le volvió a ver. Pero la verdad es que el conductor de esa ocasión era su hermano, quien deseaba ser como ella y usó su auto y casco, quedando seriamente dañados sus ojos. Nao se dedicó a partir de ese momento a reunir dinero para operarlo a como diera lugar. Sin embargo, el encargado de conseguir la operación era un estafador que la dejó en la calle. Gracias a Onizuka, se reencuentra con su hermano y comprende que el accidente no fue su responsabilidad por lo que no debe vivir esclavizada a ello, tras esto decide quedarse como miembro permanente del plantel del colegio. Este personaje solo aparece en el anime.
Hajime Fukuroda (袋田はじめ Fukuroda Hajime?)
Seiyū: Kazuhiro Nakata; Acción real: Kunihiko Ida
Profesor de deportes en la escuela. Es un pervertido, el cual disfruta viendo a las alumnas con pantalones cortos, a quienes regaña si no los llevan puestos y busca excusas continuamente para tocarlas. Odia a Onizuka, pues pese a no tener titulación como profesor, es superior en toda disciplina física, sintiendo por ello una fuerte rivalidad hacia él. Se enorgullece de su aspecto y su físico, convencido de que las alumnas enloquecen al verlo, pero estas solo sienten asco por su actitud exhibicionista, su cuerpo sobredesarrollado y su feo rostro. Los alumnos lo llaman Hokuroda en referencia a un enorme lunar que tiene en su rostro (en japonés lunar se dice Hokuro).
Ryōko Sakurai (桜井良子 Sakurai Ryōko?)
Seiyū: Yoshiko Okamoto; Acción real: Yumi Shirakawa
Es la directora de la academia Tokyo Kissho y la principal responsable de la contratación de Onizuka en el colegio y se haya instalado también a vivir allí. Es la única que desde el primer momento que le ve confía en que será sin duda alguna un gran profesor. Confiará hasta el final en su potencial, y tendrá que soportar continuas quejas del subdirector, padres y alumnos, pero está decidida a que Onizuka permanezca en el establecimiento, así tenga que recurrir a métodos ilegales para protegerlo. Es una persona muy engañosa, ya que tiene como pasatiempo atender el local de alimentos, de forma que puede conocer a la gente sin que esta sepa su verdadero cargo en el establecimiento.
Suguru Teshigawara (勅使川原優 Teshigawara Suguru?)
Seiyū: Tohru Furuya; Acción real: Kunihiko Ida
Profesor de matemáticas, el cual tiene fijaciones obsesivas y voyeurísticas por la profesora Fuyutsuki, por ello ideará todo tipo de planes, con tal de deshacerse de Onizuka, dado el aprecio que siente por él la profesora a quien el espía y acosa insistentemente. En general se muestra frente a las personas como un hombre correcto y educado, sin embargo su trato hacia sus alumnos es desagradable y frío. Sufre complejo de superioridad, ya que estudió en la Todai, da lecciones particulares a gente importante, pertenece a una familia que es de gran estatus y posee un CI superior a la media (pero inferior al de Kansaki y Kikuchi), llegando según el manga a considerarse un ser superior; por ello comúnmente se refiere a su plan de violar a Fuyutsuki como inseminarla con sus genes superiores.
Es así como generalmente planea formas de llevar a Fuyutsuki a su casa para abusar de ella, pero por culpa de Onizuka nunca ha resultado. Desprecia a Onizuka porque este viene de una universidad de tercera mientras que él se graduó de la Todai lo que a sus ojos lo hace indigno de Fuyutsuki y de ser considerado igual a él. Hace clases particulares a la hija de un importante político quien basada en extorsiones lo usa como una mascota sexual, cosa a la que él se rebaja por la influencia que le significan tales amistades.
Cuando alguno de sus planes no resulta entra en crisis de histeria en las cuales incluso se provoca heridas. Cuando Onizuka y Kikuchi lo superaron el examen de conocimientos de secundaria incluso llegó a golpearse frente al resto de los profesores. Finalmente es suspendido temporalmente de su cargo, ya que al oír a una alumna comentar en clase que obtuvo el tercer lugar del examen la golpea hasta romperle un tímpano (solo se explica en el manga). En el manga, después de un tiempo regresa "reformado" pero no es más que una trampa para poder vengarse de Onizuka y continuar su obsesión con Fuyutsuki lo que lo lleva casi a la muerte pero gracias su hermano y Onizuka que por fin se da cuenta de lo que en verdad quiere.

### Estudiantes
Urumi Kanzaki (神崎麗美 Kanzaki Urumi?)
Seiyū: Kotono Mitsuishi
Una muchacha rubia que rara vez asiste a clases, tiene un coeficiente intelectual con un promedio sobre 200. Domina múltiples idiomas, y es un prodigio en todos los campos de la enseñanza. Le encanta dejar a los profesores en evidencia de su ignorancia, valiéndose de su inteligencia o creando trampas y bromas muy peligrosas en las que caen y a veces se lastiman, de forma que viven constantemente aterrados de impartir clases con ella presente. Conocida como la terrorista escolar más peligrosa del instituto, odia a los profesores, ya que cuando joven confió en una profesora y llegó a verla como una madre, pero esta la traicionó, envidiosa de ver que la joven la superaba en conocimientos y habilidades, por lo que contó a sus compañeros el secreto más importante de Urumi: a su madre se le antojó tener una hija genio, por lo que buscó al hombre más adecuado para el caso y Urumi nació como niña probeta, debiendo crecer en una casa fría, sin amor y bajo el estigma de ser un fenómeno.
A pesar de su actitud rebelde y maliciosa el subdirector le ha dado impunidad a todos sus actos, ya que alega que tener a un alumno genio en el colegio aumenta el estatus del establecimiento. Aun cuando agrede a los docentes y les hace la vida imposible, rara vez se lo toma como un asunto personal; sin embargo, cuando lo hace sus actos se vuelven aún más atroces, poco antes de llevar a cabo el castigo que tenga reservado para esa persona, se dirige a ella componiendo poesía en francés en la que expresa todo su odio y desprecio hacia la víctima. Onizuka la confronta, demostrándole que sus aires de superioridad son solo una cubierta para no sufrir. En el manga no logra que Urumi cambie tras poner en peligro su vida, sino después le presenta a los miembros de su pandilla, quienes le cuentan las desgracias de su vida y al ver a esta gente, que ha sufrido más que ella y aún sigue adelante, decide enderezar su rumbo. A partir de ese momento comienza a asistir regularmente a clases y se convierte en gran amiga y asesor. Sufre de heterocromía, (su iris derecho es marrón, y el izquierdo azul).
En el manga, intenta suicidarse después que Miyabi revela su secreto a toda la escuela pero Onizuka la salva de nuevo, a partir de aquí ella le comenta mientras el duerme que es su favorito y que su relación con su madre es mejor; además se pone celosa cada vez que Onizuka intenta hacer algo pervertido con alguna mujer y lo golpea la mayoría de las veces causándole una hemorragia. Aun así antes de conocerla en una ocasión Onizuka comentaría el aspecto de su mujer ideal, el cual resultaría ser idéntico a la apariencia de Urumi. A partir del volumen 16, Urumi comienza poco a poco a enamorarse descontroladamente de su profesor, ya que cuando Onizuka la lleva a la Torre de Tokio ella le dice que porque el no aceptaba la petición de ella que se fugaran juntos y vivieran su amor ya que el sueño de Onizuka era casarse con una de sus alumnas, en ese momento ella intenta besarlo pero él se niega.
Miyabi Aizawa (相沢雅 Aizawa Miyabi?)
Seiyū: Junko Noda; Acción real: Aimi Nakamura
Es una de las alumnas que más intensamente se opone a Onizuka y llevará su resistencia hasta el final. Las demás chicas la siguen por ser bella y proceder de una familia adinerada. Lleva la voz cantante a la hora de atacar a los profesores y comienza a odiar a sus compañeros a medida que estos se pasan al bando de Onizuka. Siempre ha predicado que no se puede confiar en los adultos, por lo que la labor de los jóvenes debe ser atacarlos y hacerles la vida lo más miserable posible. Su obsesión por dañar a Onizuka es tal que ha llegado a robar y calumniar a quien sea necesario, manipular a sus amigas e incluso atacar a la gente, demostrando que en realidad es en ella en quien no se debe confiar. Además ha expresado abiertamente su felicidad ante la posibilidad que Onizuka muera en las ocasiones en que le han disparado o ha creído ser un enfermo terminal.
La verdad sobre su comportamiento y su furia constante y desmedida, es que su padre rara vez está en su casa ya que engaña a su madre y esta prefiere ignorar la situación y autoconvencerse que su familia es perfecta. Al ver tanto tiempo esta actitud en su casa, Miyabi ha crecido pensando en los adultos como lo peor que existe. En el manga no solo odia a los adultos causa de sus padres si no también por un accidente que tuvo con uno de sus maestros de la secundaria.
Tomoko Nomura (野村 朋子 Nomura Tomoko?)
Seiyū: Ayako Kawasumi; Acción real: Miki Kuroda
Es llamada "Toroko" (トロ子?), así es como la conocen todos en su clase. Su nombre surge de un juego de palabras que parte de la mezcla entre su nombre y la palabra toroi que en japonés significa lento o tonto. Le caracteriza una torpeza, lentitud mental e inocencia bastante notables, además de sus grandes pechos y su largo cabello castaño que posteriormente tiñe de rojo. Es la única persona que quiere genuinamente a Miyabi, ya que han sido compañeras desde la guardería y es a la única que esta demuestra aprecio antes de hacer amistad con Onizuka y su grupo. Desde pequeña se ha sabido y resignado a ser torpe y tonta, no solo por las burlas de sus compañeros, sino también porque sus padres la han convencido de ser así. Inicialmente forma parte del grupo de “chicas malas” encabezadas por Miyabi, pero cuando falla al incriminar a Onizuka se vuelve víctima de sus amigas y protegida del profesor.
Un día le comenta a Onizuka que desearía tener amigos con quienes conversar y lo mucho que envidia la vida de Miyabi, su ex-mejor amiga, ante lo cual Onizuka le aconseja que le dé una oportunidad a su propia vida de ser algo bueno, obligándola a que se postule a un concurso de belleza, que si bien no gana (el concurso estaba arreglado), la hace entrar al mundo del espectáculo y después, con la ayuda de Onizuka, se transforma en la máxima idol de Japón, convirtiéndose Kunio y el resto en sus amigos y gran parte de Japón en sus admiradores. En el manga esto no pasa sin embargo se sabe que en verdad es muy famosa e incluso compra un departamento donde vive sola.
Yoshito Kikuchi (菊地善人 Kikuchi Yoshito?)
Seiyū: Hikaru Midorikawa; Acción real: Akira Nakao
Prodigio con los ordenadores, la manipulación de imágenes y grabaciones. Muy observador, suele colaborar con sus compañeros y realizar fotomontajes a los profesores para calumniarlos y humillarlos. Al llegar Onizuka fue el primero en tratar de sacarlo por medio de fotomontajes pornográficos; pero este, lejos de enfurecerse o darse por vencido, le encargó fotos eróticas aprovechando su habilidad. Al conocer la actitud del nuevo profesor, se convenció de que sería capaz de hacer nuevamente divertida la escuela, por lo que se transformó poco a poco en uno de sus más cercanos amigos. Es el segundo alumno más brillante del instituto después de Urumi y ha sacado el segundo puntaje nacional después de Onizuka en los exámenes de medición de conocimientos de secundaria (Urumi no rindió el examen).
En el manga, el personaje posee sutiles diferencias, tales como que imparte clases de karate fuera del colegio, tiene tendencia a reír más seguido a diferencia del anime, donde lo caracteriza su actitud fría. Además en el anime conserva una actitud correcta en todo momento, mientras que en el manga aprovecha sus momentos lejos de los adultos para relajarse y fumar.
Kunio Murai (村井國男 Murai Kunio?)
Seiyū: Tomokazu Seki; Acción real: Hiroyuki Ikeuchi
Un muchacho bajo, exaltado y agresivo por naturaleza, con cabello corto y teñido de rubio. Es uno de los líderes de la clase, tiene una madre joven y hermosa con la cual está obsesionado y temeroso ante la idea que encuentre pareja, Onizuka es consciente de esto y lo molesta muy seguido. Su madre se embarazó de él a los 13 años y su padre huyó al enterarse para no cargar con la responsabilidad, este hecho ha marcado su personalidad y por lo general, a pesar de su actitud desafiante y agresiva prefiere huir de las consecuencias de sus actos ya que cree que esa es la actitud de una adulto. Junto con Miyabi es el más decidido a que Onizuka se vaya, pero cuando se mete en problemas con una pandilla y Onizuka lo obliga a demostrar su hombría y decisión de forma extrema, decide olvidar los rencores y posteriormente es común verlo jugando a él y sus amigos con su profesor.
Noboru Yoshikawa (吉川のぼる Yoshikawa Noboru?)
Seiyū: Kosuke Okano; Acción real: Shun Oguri
Yoshikawa era un muchacho con una vida muy complicada, agobiado y avergonzado porque tres de sus compañeras lo agreden y por ser mujeres no pudiera defenderse, llegó incluso a mostrar tendencias suicidas hasta que conoce a Onizuka, de quien pronto se hará muy amigo. Cuando intenta suicidarse por segunda vez Onizuka se enfrenta a las muchachas y las humilla de misma forma que ellas hicieran con Yoshikawa, haciendo peligrar su trabajo ante la PTA, pero Yoshikawa decide reconocer ante todo el colegio su situación para protegerlo. Es un experto en videojuegos, siendo mejor incluso que Onizuka para jugar y no dudará en hacer cualquier cosa para ayudarle al comprender que aunque el resto prefiere ignorar los problemas él no duda en ayudarlos y protegerlos. En el manga muestra un cambio de actitud más radical, ya que si bien pide a la presidenta del PTA que no haga nada contra Onizuka contándole la verdad, cuando esta se niega, la extorsiona con la grabación que hiciera Kikuchi de su hija confesando la verdad.
Anko Uehara (¿? Anko Uehara?)
Seiyū: Akemi Okamura
Una alumna destacada por su posición social y su actitud de niña buena. Originalmente esta joven era uno de los líderes de la clase junto a Murai y Miyabi. Aprovechando su posición como hija de la presidenta de la PTA (Parents and Teachers Association; Asociación de Padres y Maestros) para llevar a cabo atentados contra profesores y alumnos en impunidad, ya que su madre está convencida de que por ser ella miembro de la PTA y ser además crítica pedagógica, forzosamente su hija es una buena persona. La actitud de su madre ha generado un resentimiento en Anko que la lleva a actuar agresivamente a sus espaldas. Ella y su grupo de amigas son quienes atacaban y golpeaban a Yoshikawa. Cuando Onizuka se entera de que estas humillaciones (golpizas y fotos vejatorias), son el origen de las tendencias suicidas del muchacho, les paga con la misma moneda, golpeándolas y fotografiándolas sin ropa interior para demostrarles que a la hora de castigar el no diferencia a nadie.
Al quedar en evidencia su comportamiento frente a su madre, esta pide a Onizuka que se encargue de disciplinarla cada vez que haga falta. En el manga esto no sucede, ya que la preocupación de la madre de Anko es mantener en secreto la verdad y no perder su buena reputación, por lo que retira la petición de despido a cambio de mantener en secreto la culpabilidad de su hija y se oculten las pruebas. En el anime, a medida que transcurre el año, Anko se da cuenta de que Miyabi se excede cada vez más y a pesar de no reconocer simpatía por Onizuka lo ayuda en diferentes ocasiones, e incluso llega a sentir admiración por la actitud y fuerza que Yoshikawa comienza a mostrar y acaba reconociendo que está enamorada de él. Al extraviarse juntos en Okinawa Anko recuerda su infancia y ve que el origen de su actitud hacia Yoshikawa nace cuando su padre maltrataba y humillaba a su hermano y este se desquitaba con ella; por esto ella hacía lo mismo con su compañero.

### Otros
Murai Julia (¿? Murai Julia?)
Seiyū: Megumi Ogata
Madre de Kunio y la primera apoderada que conoció Onizuka. Una bella pelirroja de 27 años que trabaja como operaria de maquinaria pesada para una empresa constructora. Cuando tenía 13 años quedó embarazada de su novio, pero este la abandonó ya que no deseaba responsabilidades, de la misma forma, su familia le dio la espalda, por lo que decidió mudarse a una habitación en Tokio, salir adelante y criar a su hijo a toda costa. Es el hecho de vivir de esta manera y ver como su padre y abuelos abandonaron a su madre lo que hace a Kunio odiar a los adultos. Cuando Julia conoce a Onizuka comienza a sentirse atraída por él, ya que según dice, a pesar de ser un pervertido e irresponsable, se comporta como hombre en las situaciones en que verdaderamente cuenta. Es el amor y obsesión de su hijo, quien es agresivo con cualquier hombre que se acerque a ella, llegando incluso a la violencia ante la menor sospecha de atracción hacia su madre.
Ryuji Danma (¿? Ryuji Danma?)
Seiyū: Isshin Chiba
El mejor amigo de Onizuka. Llegó junto a él hace seis años a la ciudad con el objetivo de divertirse y perder la virginidad. Se conoció con Onizuka en secundaria haciéndose amigos y compañeros de banda, con el tiempo su actitud les hizo fama y fueron nombrados como los Onibaku, siendo conocidos en la actualidad como la pandilla de motociclistas más peligrosa, aun las bandas más jóvenes y peligrosas de la actualidad los idolatran y se ponen a su disposición para lo que necesiten. En la actualidad es el gerente en la sucursal de una importante concesionaria, en la que se ha ganado su puesto gracias a sus innatos conocimientos de mecánica. Fue quien consiguió para Onizuka la entrevista en el colegio "Bosque Sagrado" y siempre está dispuesto ayudarlo en cualquier cosa que no involucre dinero.
Saejima Toshijuki (¿? Saejima Toshijuki?)
Seiyū: Kazuki Yao
Antiguo motociclista y amigo de Onizuka. Irónicamente, en la actualidad es policía, pero como no ha abandonado sus malas costumbres es fácil darse cuenta de que es el policía más corrupto de toda la ciudad. En general está asignado a la comisaría del parque Inogashira, aprovechando su puesto para llevar a cabo estafas y sobornos. A la hora de ganar dinero no respeta las leyes ni los amigos, por lo que muchas veces ha debido huir para evitar que Onizuka lo mate por estafarlo a él o alguien más.
Señor Elefante Rosa
Seiyū: Kosuke Okano
Es el joven representante de Tomoko. Su apodo surge ya que para todos los cástines y grabaciones que Tomoko debe hacer, el personal se refiere a él por el nombre de la empresa para la que trabaja (Pink Elephant), nunca se oye su nombre real, ya que Tomoko solo lo llama Manager-san. Originalmente trabajaba para una de las grandes empresas que representa Idols en Japón, pero hace unos años se retiró y se unió a su actual empresa. Si bien no le gusta demostrarlo es un otaku en toda su expresión, pero guarda las apariencias en vista de su cargo. Cuando tomó la representación de Tomoko creó un plan para dirigir la carrera de la joven de forma que en poco tiempo se volviera una actriz de renombre y la más grande idol del país, tras lo cual se casaría con ella, pero no por amor, sino porque su sueño es casarse con la máxima estrella nipona. Desgraciadamente, su plan no era más que ficción ya que el llamativo aspecto de Tomoko (cabello rojo y grandes pechos) la hacía incompatible con papeles secundarios que eran necesarios para comenzar la carrera, por lo cual Onizuka y sus alumnos tomaron su representación y la repuntaron para furia del mánager pero haciéndolo entender que era la vida de Tomoko y no sus sueños lo más importante. Sin embargo a la hora de ver cuanto eran capaces de hacer para que Tomoko saliera elegida "Miss Glamour Princess" pudieron él y Onizuka limar asperezas al ver la dedicación que ambos tenían por la muchacha.

## Media

### Manga
Creado por Fujisawa Tohru, el manga fue publicado por la editora Kōdansha en la revista Shōnen Magazine desde el 16 de mayo de 1997 hasta el 17 de abril de 2002. Consta en total de 25 tankobon.
| Volumen | ISBN               | Fecha de publicación en Japón |
| ------- | ------------------ | ----------------------------- |
| 1       | ISBN 4-06-312411-8 | mayo de 1997                  |
| 2       | ISBN 4-06-312436-3 | julio de 1997                 |
| 3       | ISBN 4-06-312455-X | septiembre de 1997            |
| 4       | ISBN 4-06-312481-9 | noviembre de 1997             |
| 5       | ISBN 4-06-312503-3 | enero de 1998                 |
| 6       | ISBN 4-06-312538-6 | abril de 1998                 |
| 7       | ISBN 4-06-312559-9 | junio de 1998                 |
| 8       | ISBN 4-06-312583-1 | agosto de 1998                |
| 9       | ISBN 4-06-312619-6 | noviembre de 1998             |
| 10      | ISBN 4-06-312665-X | marzo de 1999                 |
| 11      | ISBN 4-06-312688-9 | junio de 1999                 |
| 12      | ISBN 4-06-312727-3 | agosto de 1999                |
| 13      | ISBN 4-06-312773-7 | noviembre de 1999             |
| 14      | ISBN 4-06-312791-5 | enero de 2000                 |
| 15      | ISBN 4-06-312824-5 | abril de 2000                 |
| 16      | ISBN 4-06-312848-2 | julio de 2000                 |
| 17      | ISBN 4-06-312882-2 | septiembre de 2000            |
| 18      | ISBN 4-06-312914-4 | diciembre de 2000             |
| 19      | ISBN 4-06-312947-0 | marzo de 2001                 |
| 20      | ISBN 4-06-312980-2 | junio de 2001                 |
| 21      | ISBN 4-06-313006-1 | agosto de 2001                |
| 22      | ISBN 4-06-313041-X | septiembre de 2001            |
| 23      | ISBN 4-06-313073-8 | 15 de marzo de 2002           |
| 24      | ISBN 4-06-313097-5 | 17 de abril de 2002           |
| 25      | ISBN 4-06-313098-3 | 17 de abril de 2002           |

### Anime
Dirigido por Naoyasu Hanyu y Noriyuki Abe, y realizado por Studio Pierrot, el anime fue transmitido en Japón desde el 30 de junio de 1999 hasta el 24 de septiembre de 2000, con un total de 43 episodios. Además se realizaron los 5 ovas llamados GTO young (shounan joun'ai gumi) la cual es la precuela del anime, donde se ve a Onizuka de joven.
El anime sigue fielmente la historia del manga (agregando algunas pequeñas diferencias en algunas partes) hasta el viaje a la playa (cerca de los episodios finales). Allí es donde el anime termina, eliminando los personajes que son introducidos luego en el manga. El anime posee un final diferente al del manga. La mayoría de estas diferencias se deben a que al emitirse el anime el manga aún se encontraba en edición. Muchas de las expresiones faciales de Onizuka son modeladas a partir de la actuación de Takashi Sorimachi en el dorama.
Tokyopop licenció la serie para su lanzamiento en América del Norte y la lanzó en 10 DVDs entre el 22 de marzo de 2002 y el 16 de septiembre de 2003, y para su transmisión en televisión estadounidense en el canal SHONext de Showtime en 2004 y en la red Anime Selects on Demand de Comcast en 2006. La serie fue relanzada en una caja de siete discos por Discotek Media el 24 de septiembre de 2013. Crunchyroll comenzó a transmitir la serie en enero de 2015. Netflix comenzó a transmitir la serie en abril de 2024. Anime Onegai adquirió los derechos de transmisión de la serie en América Latina.

### Banda sonora
Openings
- Driver's High

Interpretado por L'Arc~en~Ciel
Episodios 1 al 16
- Hitori No Yoru (ヒトリノ夜?)

Interpretado por Porno Graffitti
Episodios 17 al 43
Endings
- Last Piece

Interpretado por Kirari
Episodios 1 al 16
- Shizuku (しずく?)

Interpretado por Miwaku Okuda
Episodios 17 al 33
- Cherished Memories

Interpretado por Hong Kong Knife
Episodios 34 al 43

### Dorama
Dirigida por Masayuki Suzuki, el dorama está compuesto de 12 episodios, emitido antes que el anime, del año 2000, un especial y una película. Takashi Sorimachi personifica a Onizuka y Nanako Matsushima es Azusa Fuyutsuki.
El tema de apertura (Poison) es cantado por el mismo Takashi Sorimachi. Existen varios cambios drásticos con respecto al anime y al manga de manera de poder capturar toda la historia en tan solo 12 horas.
TOKYOPOP afirma que el último episodio del dorama "fue el programa más visto en la televisión japonesa".

### Adaptación de 2012
Una nueva versión dorama de 11 episodios más un especial de 2 horas, el dorama se comenzó a transmitir en julio de 2012 en Fuji TV, con el personaje principal interpretado por Akira de la banda japonesa Exile. Akira se cortó y tiñó el cabello con mechas rubias para desempeñar el papel. La nueva versión cuenta con actores como Akira (Eikichi Onizuka), Takimoto Miori (Fuyutsuki Azusa), Yamamoto Yusuke (Saejima Toshiyuki), Yano Masato (Teshigawara Suguru), Fujisawa Ayano(Shiratori Ayame), Nagasawa Nao (Katayama Saki), Kobayashi Yumi (Sawada Noriko), Sugi-chan (スギちゃん) (Fukuroda Hajime), Takizawa Saori (Moritaka Naoko), Takachi Noboru (Hashimoto Tetsuo), Fuse Eri (Sannomaru Hiroko), Tayama Ryosei (Uchiyamada Hiroshi), Shirota Yu (Danma Ryuji), Kuroki Hitomi (Sakurai Ryoko).